# Королевский дворец в Турине
Королевский дворец в Турине (итал. Palazzo Reale di Torino) — главная резиденция правителей Савойской династии в Турине. Первой хозяйкой дворца, возведённого в 1646—1660 гг. по барочному проекту отца и сына ди Кастельмонте, была Кристина Французская. Парадную лестницу дворца спроектировал в XVIII веке Филиппо Юварра. Дворцовая капелла соединяется переходом с Туринским собором, где находится Туринская плащаница.

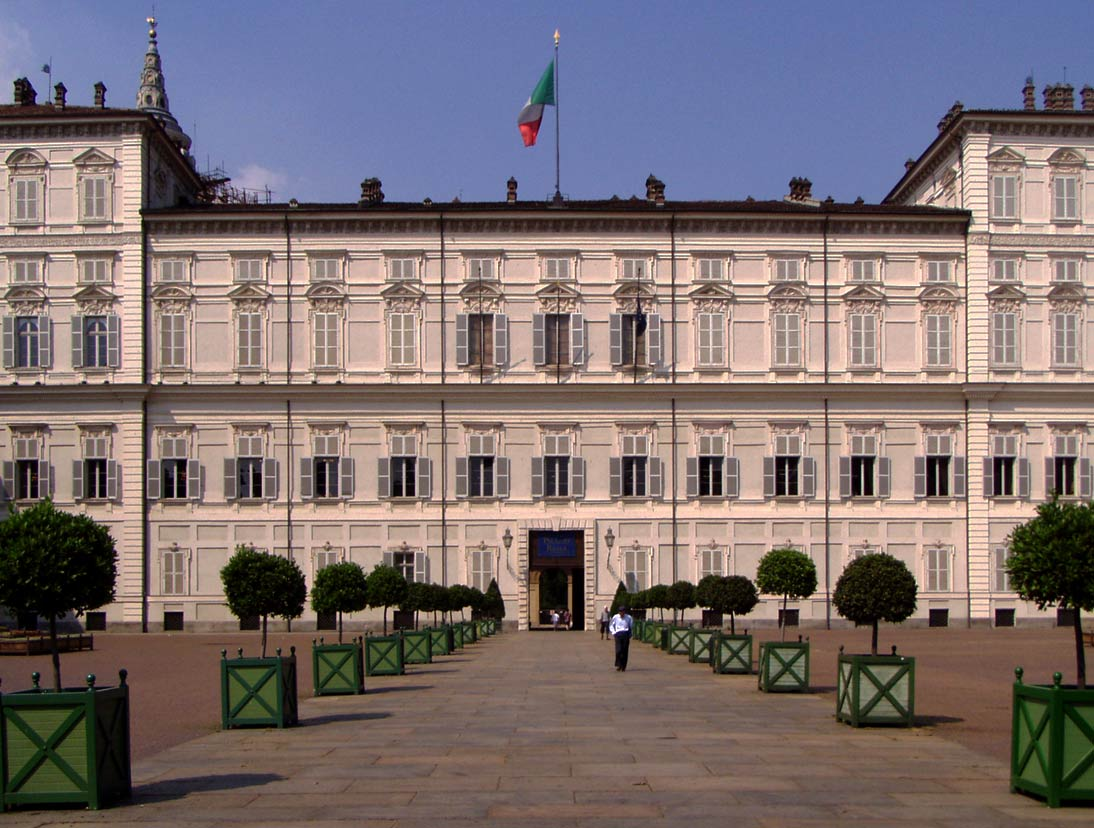
Дворцовый фасад

В числе других резиденций Савойского дома королевский дворец находится под охраной ЮНЕСКО как памятник Всемирного наследия. В 2012 г. в классицистическое крыло дворцового комплекса, перед которым видны руины античного города, переехала Туринская картинная галерея.